# راسوئیان
راسوئیان (نام علمی: Mustelinae) نام یک زیرخانواده از تیره راسویان است.